# 覚仙町
覚仙町（かくせんちょう）は、江戸期から現在にかけての青森県弘前市の地名。郵便番号は036-8204。2017年6月1日現在の人口は101人、世帯数は56世帯。

## 地理
町域の北部は森町、東部は本町、南部は在府町、西部は茂森町に接する。

## 歴史
- 正保3年 - 町屋とある（津軽弘前城之絵図）。
- 慶安2年 - 「かち町」と見え、鍛冶10軒・大工1軒・正学坊（修験）・武士などの屋敷若干で、町内に計19軒の屋敷があり、鍛冶職人の町であった（弘前古御絵図）。
- 寛文13年 - 重森町横丁と見え、武家4・町屋11のほかに学勝院がある（弘前中惣屋敷絵図）。
- 元禄9～享保6年 - 津軽の三刀匠として知られた国吉家・森宗家・国広家の屋敷が見られる（町絵図）。

### 沿革
- 江戸期 - 弘前城下の一町。
- 明治初年～明治22年 - 弘前を冠称。
- 1899年（明治22年） - 弘前市に所属。

### 町名の変遷
元禄13年から享保6年にかけて町名が覚勝院前之町・覚勝院町・横鍛冶町と変わり、並行して修験の正学坊が学勝院から覚勝院と変わり、寛政年間に現在の町名である覚仙町の町名が固定したもの（弘前侍町屋敷割・町絵図・分間弘前大絵図）。

## 施設

### 医療
- 佐藤内科

## 小・中学校の学区
市立小・中学校に通う場合、学区は以下の通りとなる。
| 大字   | 番地 | 小学校             | 中学校             |
| ------ | ---- | ------------------ | ------------------ |
| 覚仙町 | 全域 | 弘前市立朝陽小学校 | 弘前市立第四中学校 |

## 交通
- 弘南バス

覚仙町角（弘前バスターミナル - 相馬・藍内・ロマントピア線、他）停留所。